# Sexey-les-Bois
Sexey-les-Bois foi uma antiga comuna francesa na região administrativa de Grande Leste, no departamento de Meurthe-et-Moselle. Estendia-se por uma área de 6,81 km². Em 2010 a comuna tinha 366 habitantes (densidade: 53,7 hab./km²).
Em 1 de janeiro de 2017, ela foi inserida no território da nova comuna de Bois-de-Haye.